# Quyền LGBT ở Malta
Quyền đồng tính nữ, đồng tính nam, song tính và chuyển giới ở Malta là những tiêu chuẩn cao nhất, thậm chí so với các nước châu Âu khác, theo Liên hợp quốc. Trong suốt cuối thế kỷ 20 và đầu thế kỷ 21, các quyền của cộng đồng LGBT đã nhận được nhiều nhận thức hơn và hoạt động tình dục đồng giới đã trở thành hợp pháp vào năm 1973, với độ tuổi đồng ý.
Malta đã được công nhận vì cung cấp một mức độ tự do cao cho công dân LGBT của mình. Kể từ tháng 10 năm 2015, khu vực Châu Âu của Hiệp hội đồng tính nữ, đồng tính nam, song tính, chuyển giới và liên giới tính quốc tế (ILGA-Châu Âu) đã xếp hạng Malta về quyền LGBT trong số 49 quốc gia châu Âu quan sát được, xếp hạng nó đã được duy trì kể từ đó. Malta là một trong số ít các quốc gia duy nhất trên thế giới có được quyền LGBT ở mức độ hiến pháp. Năm 2016, Malta trở thành quốc gia đầu tiên trong Liên minh châu Âu cấm liệu pháp chuyển đổi. Out Magazine đã tuyên bố Malta là một trong những quốc gia hàng đầu châu Âu về quyền LGBT. Theo Bộ Ngoại giao Hoa Kỳ, Malta là một môi trường an toàn cho khách du lịch LGBT nước ngoài.
Phân biệt đối xử trên cơ sở khuynh hướng tình dục và bản dạng giới và biểu hiện đã bị cấm trên toàn quốc kể từ năm 2004. Người đồng tính nam, đồng tính nữ và lưỡng tính đã được phép phục vụ công khai trong quân đội từ năm 2002. Chuyển giới và quyền liên giới tính ở Malta là tiêu chuẩn cao nhất trên thế giới theo Bản sắc giới tính, Biểu hiện giới tính và Đặc điểm giới tính. Hôn nhân đồng giới đã hợp pháp kể từ ngày 1 tháng 9 năm 2017, và trước đó đoàn thể dân sự (tương đương với hôn nhân, nhưng có cùng quyền và nghĩa vụ bao gồm quyền nhận con nuôi chung) đã được ban hành vào tháng 4 năm 2014. Truy cập vào mang thai hộ bị cấm cho tất cả. Một cuộc thăm dò ý kiến năm 2015 chỉ ra rằng phần lớn công chúng ủng hộ hôn nhân đồng giới, với sự gia tăng đáng kể trong một thập kỷ.

## Lịch sử LGBT ở Malta

### Cổ xưa

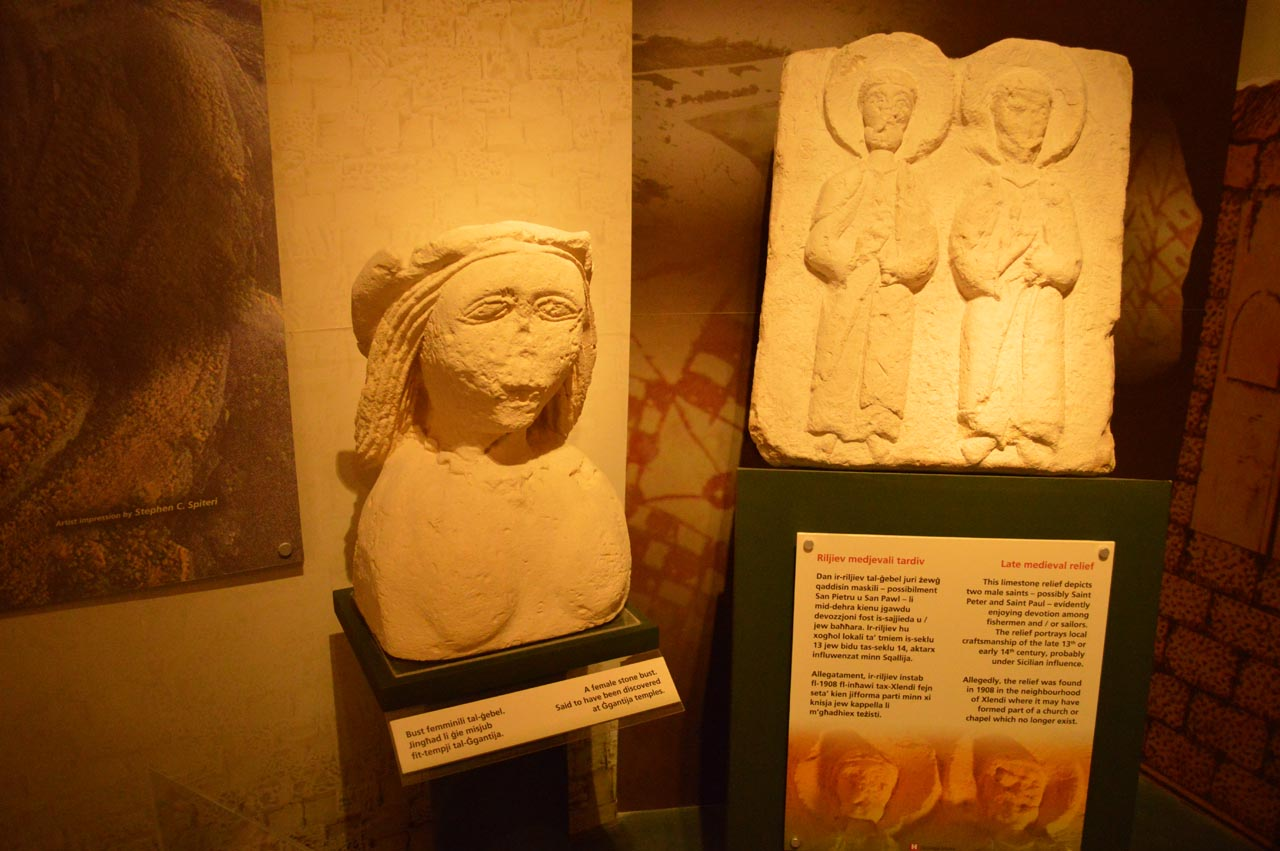
Cứu trợ hai vị thánh vô danh, hiện đang ở Bảo tàng Khảo cổ học Gozo

Một bức phù điêu bằng đá vôi miêu tả hai vị thánh nam vô danh nằm cạnh nhau đã được tìm thấy ở Xlendi, Gozo vào đầu thế kỷ 20 từ một nhà thờ thời trung cổ không còn tồn tại. Trong khi ý nghĩa của cứu trợ là không rõ, có sự tương đồng với các vị thánh Sergius và Bacchus, người được đề xuất bởi nhà sử học John Boswell đã có khuynh hướng lãng mạn với nhau. Chính quyền địa phương cho rằng hai nhân vật có thể đại diện cho hai vị thánh Peter và Paul.

Một bộ sưu tập giáo luật thế kỷ 12 được gọi là Decretum Gratiani tuyên bố rằng "Liệu một sinh vật lưỡng tính có thể chứng kiến một bản di chúc hay không, tùy thuộc vào giới tính nào chiếm ưu thế" (Hermafroditus an ad testamentum adhiberi possit, qualitas sexus incalescentis ostendit).

### Lệnh của John
Trong thời kỳ cai trị Huân chương St John, kê gian được coi là một thông lệ ở Malta, và thường liên quan đến người Ý và Hồi giáo. Thông thường, những người đàn ông bị thu hút bởi những người đàn ông khác, bao gồm cả các hiệp sĩ, những người được cho là độc thân, để tìm kiếm sự ủng hộ tình dục với đàn ông trông trẻ, có thể nhận dạng được nam giới và đôi khi thiếu niên ái.
Đến thế kỷ 17, đã có định kiến và luật pháp hà khắc đối với những người bị kết tội hoặc nói chuyện cởi mở về việc tham gia vào hoạt động đồng tính. Người đi du lịch và tác giả người Anh William Litva, viết vào tháng 3/2016, nói rằng một người lính Tây Ban Nha và một cậu bé tuổi teen người Malta đã bị "thiêu sống" công khai vì đã thú nhận đã thực hành phép thuật cùng với nhau. Hậu quả là và sợ kết cục tương tự, khoảng một trăm nam giới liên quan đến mại dâm đồng giới đã đến Sicily vào ngày hôm sau. Tập này, được xuất bản ở nước ngoài bởi một nhà văn nước ngoài, là tài khoản chi tiết nhất về cuộc sống LGBT trong thời kỳ cai trị của Dòng. Nó thể hiện rằng đồng tính luyến ái vẫn là cấm kỵ, nhưng một thông lệ phổ biến, bí mật mở và thông tin liên quan đến LGBT đã bị loại bỏ.
Một trường hợp không phổ biến, được nghe tại Castellania vào năm 1774, là khi một người lưỡng tính, Rosa Mifsud 17 tuổi từ Luqa, đã thỉnh cầu cho thay đổi tình dục bằng cách mặc như một người đàn ông, thay vì quần áo nữ mặc từ khi sinh ra Hai y tế chuyên gia đã được tòa án chỉ định để thực hiện kiểm tra. Vụ án này đáng chú ý vì nó nêu chi tiết việc sử dụng các chuyên gia trong lĩnh vực này, tương tự như  
cuối thời kỳ hiện đại. Các giám khảo là Bác sĩ trưởng và một bác sĩ cao cấp bác sĩ phẫu thuật, cả hai đều làm việc tại Sacra Infermeria. Mifsud đã kiến nghị Grandmaster được công nhận là nam giới và chính Grandmaster là người đã đưa ra quyết định cuối cùng cho Mifsud chỉ mặc quần áo nam từ đó trở đi.

### Thời kỳ Anh
Là một thuộc địa Anh, Malta đã thông qua Bộ luật hình sự của Vương quốc Anh đã hình sự hóa quan hệ đồng giới giữa nam giới. Có những ví dụ về những cá nhân bị bắt bởi luật pháp - bao gồm một luật sư, Guglielmo Rapinett đã bị bắt vì hành vi dâm ô trong thế kỷ 19 trong khi cố gắng dụ dỗ một người bảo vệ.
Đồng tính luyến ái trong quân đội được coi là một "tội ác nghiêm trọng". Những người trong quân đội đang bị điều tra vì đồng tính luyến ái sẽ bị cách chức với hiệu lực ngay lập tức và bị tòa án truy tố. Một trường hợp nổi bật là của Thiếu úy Christopher Swabey, người mặc dù không thấy có tội, đã bị Chính phủ Anh làm nhục.
Năm 1960, John Baptist đã nhận nuôi William Nathaniel Fenton, trẻ hơn ba mươi tuổi, khi không chính thức hai người có mối quan hệ bí mật mở. Tuy nhiên, tại thời điểm luật áp dụng không tồn tại, một luật năm 1971 được thông qua có lẽ là để Fenton có thể thừa kế di sản của cha vợ ông là Villa Francia ở Lija. Hai bên LGBT có tổ chức tại biệt thự, và theo ý muốn của Fenton, nó được để lại như một tài sản cho nhà nước. Ngày nay, đây là nơi ở chính thức của Thủ tướng Malta.

### Malta độc lập

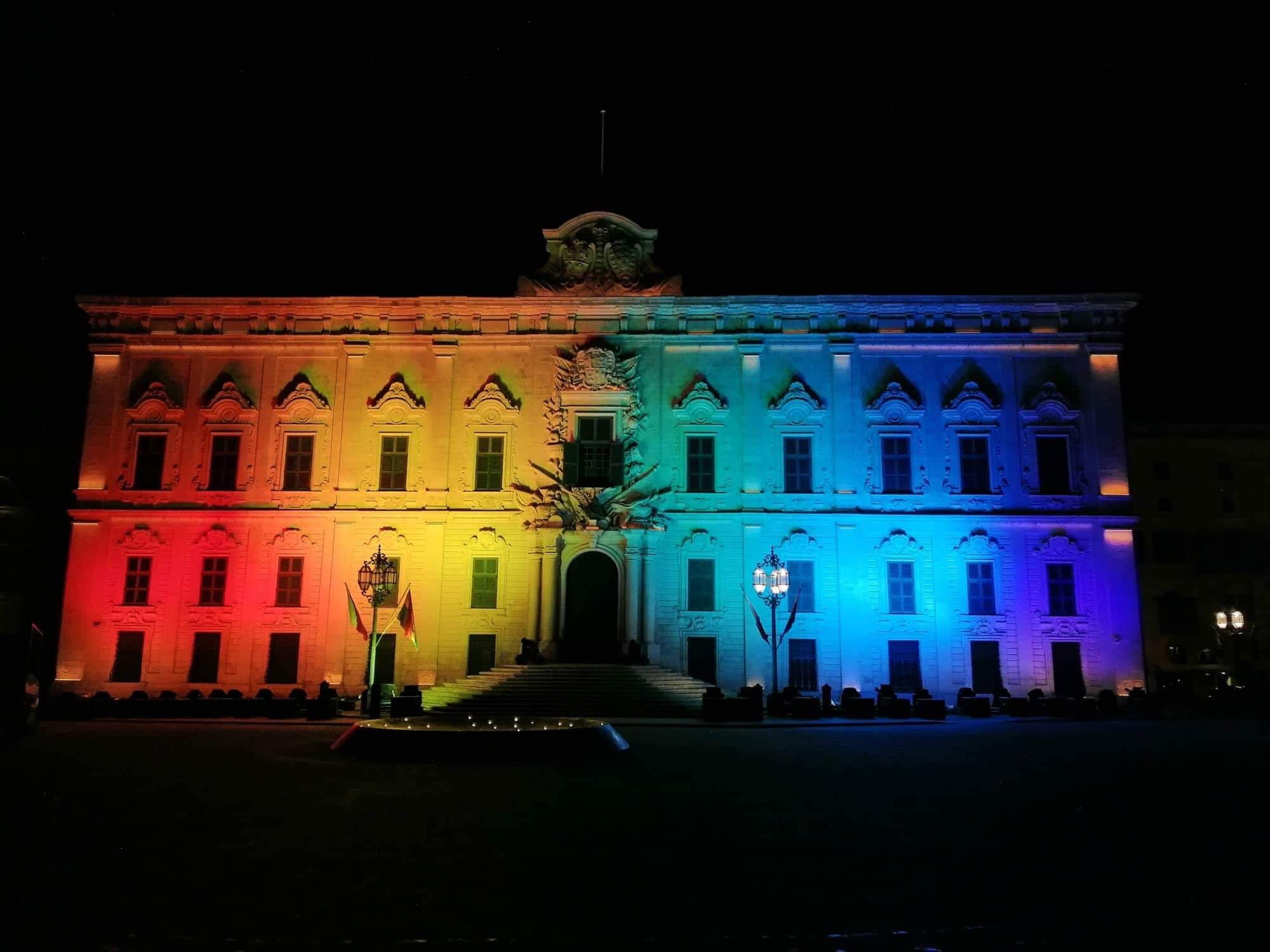
Auberge de Castille, nơi đặt Văn phòng Thủ tướng Malta, thắp sáng màu cầu vồng trong lễ kỷ niệm niềm tự hào LGBT năm 2018

Malta trở nên độc lập vào năm 1964 và tại thời điểm này, Malta vẫn tương đối truyền thống về cuộc cách mạng và tiến bộ tình dục ở châu Âu. Chỉ đến năm 1973, Chính phủ Lao động mới quyết định thay đổi luật pháp của Malta để phù hợp với luật của Tây Âu.
Phong trào quyền của người đồng tính Malta (MGRM), được thành lập năm 2001, là một tổ chức phi chính trị xã hội, là trung tâm của nó, tập trung vào những thách thức và quyền của cộng đồng LGBT của Malta. Vào tháng 2 năm 2008, MGRM đã tổ chức và trình bày kiến nghị lên Quốc hội yêu cầu một loạt các biện pháp được đưa ra để bảo vệ họ thông qua luật pháp. Bản kiến nghị đã được hơn 1.000 người ký và yêu cầu công nhận hợp pháp các cặp đồng giới, một chiến lược bắt nạt chống kỳ thị đối với các trường học của quốc đảo và luật mới nhắm vào các tội phạm đồng tính và chuyển giới. Bản kiến nghị đã nhận được sự ủng hộ của Alternattiva Demokratika. Harry Vassallo, lãnh đạo của nó, nói rằng việc công nhận quyền của người đồng tính sẽ là một bước tiến.
Vào tháng 10 năm 2009, George Abela, Tổng thống Malta, đã gặp gỡ hội đồng của Khu vực Châu Âu ILGA tại dinh tổng thống khi nhóm chuẩn bị khai trương ngày 13 hội nghị thường niên tại Malta. Abela đồng ý rằng thông tin và giáo dục rất quan trọng trong việc giải quyết phân biệt đối xử và thúc đẩy sự chấp nhận sự khác biệt và Malta đã nhìn thấy sự tiến bộ trong việc chấp nhận LGBT. Anh ấy nói rằng "tình yêu là thứ quan trọng nhất và nó không thể được" chấm điểm "dựa trên xu hướng tính dục". Đây là lần đầu tiên một nguyên thủ quốc gia gặp gỡ các thành viên ILGA-Châu Âu trong một trong các hội nghị thường niên của nhóm.

## Công nhận mối quan hệ đồng giới
Các cặp đồng giới ở Malta có quyền kết hôn hoặc thành lập kết hợp dân sự. Sau này cung cấp cho các cặp vợ chồng chính xác các quyền và trách nhiệm pháp lý tương tự như một cuộc hôn nhân, bao gồm cả quyền nhận nuôi con chung.
Vào ngày 28 tháng 3 năm 2010, sau đó Thủ tướng Lawrence Gonzi tuyên bố rằng Chính phủ đang thực hiện một dự luật để điều chỉnh việc sống thử cho các cặp đồng giới và đồng giới. Ông nói rằng họ hy vọng dự luật sẽ được hoàn thành vào cuối năm nay. Vào ngày 11 tháng 7, Gonzi đã xác nhận rằng dự luật sẽ được trình bày tại Quốc hội vào cuối năm 2010. Dự thảo dự thảo đã được Bộ trưởng Bộ Tư pháp trình bày vào ngày 28 tháng 8 năm 2012 và đang trong quá trình tham vấn cho đến ngày 30 tháng 9. Dự luật đã được đưa ra, nhưng đã chết vào tháng 12 năm 2012 do sự sụp đổ của Chính phủ và dự kiến sẽ giải tán Quốc hội.
Theo lời hứa trong chiến dịch tranh cử trong bầu cử 2013, Bộ trưởng Đối thoại xã hội, Người tiêu dùng và Quyền tự do dân sự của đảng mới được bầu Lao động Chính phủ tuyên bố rằng Chính phủ đang tham gia các cuộc tham vấn về dự luật trao liên minh dân sự cho các cặp đồng giới, với dự luật được trình bày tại Quốc hội vào ngày 30 tháng 9 năm 2013.
Dự luật liên minh dân sự, sẽ trao quyền cho các cặp đồng giới tương đương với hôn nhân, bao gồm quyền hợp pháp nhận con nuôi chung, dưới tên hợp pháp là kết hợp dân sự thay vì kết hôn, đã được tranh luận vào tháng 10 năm 2013, và được chấp thuận tại lần đọc thứ ba vào ngày 14 tháng 4 năm 2014. Chủ tịch Marie Louise Coleiro Preca đã ký nó thành luật vào ngày 16 tháng 4 năm 2014.
Vào tháng 3 năm 2016, Thủ tướng của Malta và lãnh đạo của đảng cầm quyền Đảng Lao động Joseph Muscat đã nêu tại Ngày Quốc tế Phụ nữ sự kiện anh ấy được cá nhân ủng hộ hợp pháp hóa hôn nhân đồng giới ở nước này và đó là "thời gian cho một cuộc tranh luận quốc gia" về vấn đề này. Lãnh đạo phe đối lập Đảng Quốc gia Simon Busuttil đã trả lời bằng cách tuyên bố rằng mặc dù Chính phủ đang cố gắng sử dụng vấn đề hôn nhân đồng giới để đánh lạc hướng khỏi vụ bê bối của chính phủ, ông không thể thấy trước khó khăn sửa đổi luật liên minh dân sự năm 2014 của Malta để hợp pháp hóa hôn nhân đồng giới. Tổ chức quyền đồng tính hàng đầu của đất nước sau đó đã kêu gọi một dự luật được đưa ra để mở ra hôn nhân cho tất cả các cặp vợ chồng không phân biệt giới tính mà không trì hoãn.
Sau bầu cử nhanh chóng vào tháng 6 năm 2017, Chính phủ Lao động đã trình bày một dự luật, sửa đổi luật hôn nhân của người Malta, tại Quốc hội. Nó sẽ trao quyền bình đẳng cho các cặp đồng giới và các cặp khác giới. Dự luật được giới thiệu vào ngày 24 tháng 6 và thông qua Nghị viện vào ngày 12 tháng 7, trong cuộc bỏ phiếu 66-1. Luật thay thế tất cả các tài liệu tham khảo cụ thể về giới trong luật tiếng Malta bằng thuật ngữ trung lập về giới. Dự luật đã được Tổng thống Marie-Louise Coleiro Preca ký thành luật và có hiệu lực vào ngày 1 tháng 9 năm 2017.

### Tàu du lịch
Tàu du lịch nổi tiếng có trụ sở tại Florida đã tuyên bố vào ngày 11 tháng 10 năm 2017 rằng họ sẽ thực hiện hợp pháp hôn nhân đồng giới trên tàu của mình trong khi ở vùng biển quốc tế sau khi hợp pháp hóa hôn nhân đồng giới ở Malta, nơi hầu hết các đội tàu nổi tiếng được đăng ký.

## Con nuôi và nuôi dạy con cái
Luật pháp của Malta cấp quyền nhận con nuôi cho các cặp vợ chồng và người độc thân, bao gồm cả những người LGBT độc thân. Kể từ tháng 4 năm 2014, các cặp đồng giới trong một kết hợp dân sự có thể cùng chấp nhận. Việc nhận con nuôi chính thức đầu tiên của một cặp đồng giới có hiệu lực vào ngày 13 tháng 7 năm 2016. Đứa trẻ trước đó đã bị hơn 50 cặp vợ chồng từ chối vì thực tế là anh ta hội chứng down. Đến tháng 2 năm 2018, đã có 3 lần nhận nuôi bởi các cặp đồng giới ở Malta.
Để nhận con nuôi hiệu quả (bởi một người, một cặp vợ chồng hoặc một đối tác), phán quyết của tòa án là bắt buộc đối với mỗi đứa trẻ, bất kể xu hướng tình dục của bất kỳ cha mẹ hoặc cha mẹ tương lai nào.
Mang thai hộ là bất hợp pháp bất kể xu hướng tình dục. Quyền truy cập IVF cho phụ nữ và đồng tính nữ độc thân được cho phép theo các sửa đổi gần đây của Đạo luật bảo vệ phôi năm 2012 (tiếng Malta: Att tal-2012 dwar il-Protezzjoni ta' Embrijuni). Năm 2014, Chính phủ tuyên bố không có ý định hợp pháp hóa việc thay thế. Vào ngày 7 tháng 9 năm 2015, Thủ tướng Chính phủ đã tuyên bố rằng Chính phủ sẽ đưa ra một dự luật cho phép IVF tiếp cận các cặp đồng giới nữ, trong số những sửa đổi khác. Vào ngày 30 tháng 6 năm 2017, Bộ trưởng Bộ Y tế Chris Fearne tuyên bố rằng Chính phủ sẽ đưa ra một dự luật để cải cách Đạo luật bảo vệ phôi 2012 "sớm". Dự luật đã có lần đọc đầu tiên trong Nghị viện vào ngày 11 tháng 4 năm 2018. Vào ngày 23 tháng 5, dự luật đã thông qua lần đọc thứ hai, trong cuộc bỏ phiếu 36-29 với 2 thành viên không bỏ phiếu. Nó đã vượt qua giai đoạn ủy ban vào ngày 14 tháng 6. Vào ngày 19 tháng 6, dự luật đã thông qua lần đọc thứ ba, trong cuộc bỏ phiếu 34-27 với 6 thành viên không có mặt, và được Tổng thống ký vào luật ngày 21 tháng 6 năm 2018. Luật có hiệu lực vào ngày 1 tháng 10 năm 2018.
Quỹ vì sự thịnh vượng của xã hội của Tổng thống đã thực hiện các bước để khuyến khích sự chấp nhận của các gia đình đồng giới trong xã hội chính thống.

## Chống phân biệt đối xử
Từ năm 2004, Malta có lệnh cấm phân biệt đối xử chống đồng tính trong việc làm, phù hợp với yêu cầu của Liên minh châu Âu, nhưng phân biệt đối xử vẫn phổ biến ở một mức độ nào đó cho đến năm 2009 theo kết quả thông qua bảng câu hỏi với sự tham gia của cộng đồng LGBT. Bảo vệ chống phân biệt đối xử đã được mở rộng vào tháng 6 năm 2012.
Vào tháng 6 năm 2012, Nghị viện đã sửa đổi Bộ luật Hình sự để cấm các tội ác căm thù dựa trên xu hướng tính dục và bản dạng giới.
Vào ngày 14 tháng 4 năm 2014, Nghị viện Malta đã nhất trí phê duyệt một dự luật sửa đổi Hiến pháp để thêm các biện pháp bảo vệ khỏi sự phân biệt đối xử trên cơ sở xu hướng tính dục và bản dạng giới. Nó đã được ký bởi Tổng thống vào ngày 17 tháng 4 năm 2014.
Đạo luật Bình đẳng cho nam và nữ (tiếng Malta: Att dwar l'Ugwaljanza għall-Irġiel u n-Nisa) định nghĩa "phân biệt đối xử" như sau:
| “ | "phân biệt đối xử" có nghĩa là phân biệt đối xử dựa trên giới tính hoặc vì trách nhiệm gia đình, khuynh hướng tình dục, tuổi tác, tôn giáo hoặc tín ngưỡng, chủng tộc hoặc nguồn gốc dân tộc, hoặc bản dạng giới, biểu hiện giới tính hoặc đặc điểm giới tính và bao gồm việc đối xử với một người ít thuận lợi hơn so với người khác người đã, đang hoặc sẽ được đối xử dựa trên những lý do này và "phân biệt đối xử" sẽ được xây dựng tương ứng | ” |

## Bản dạng và biểu hiện giới

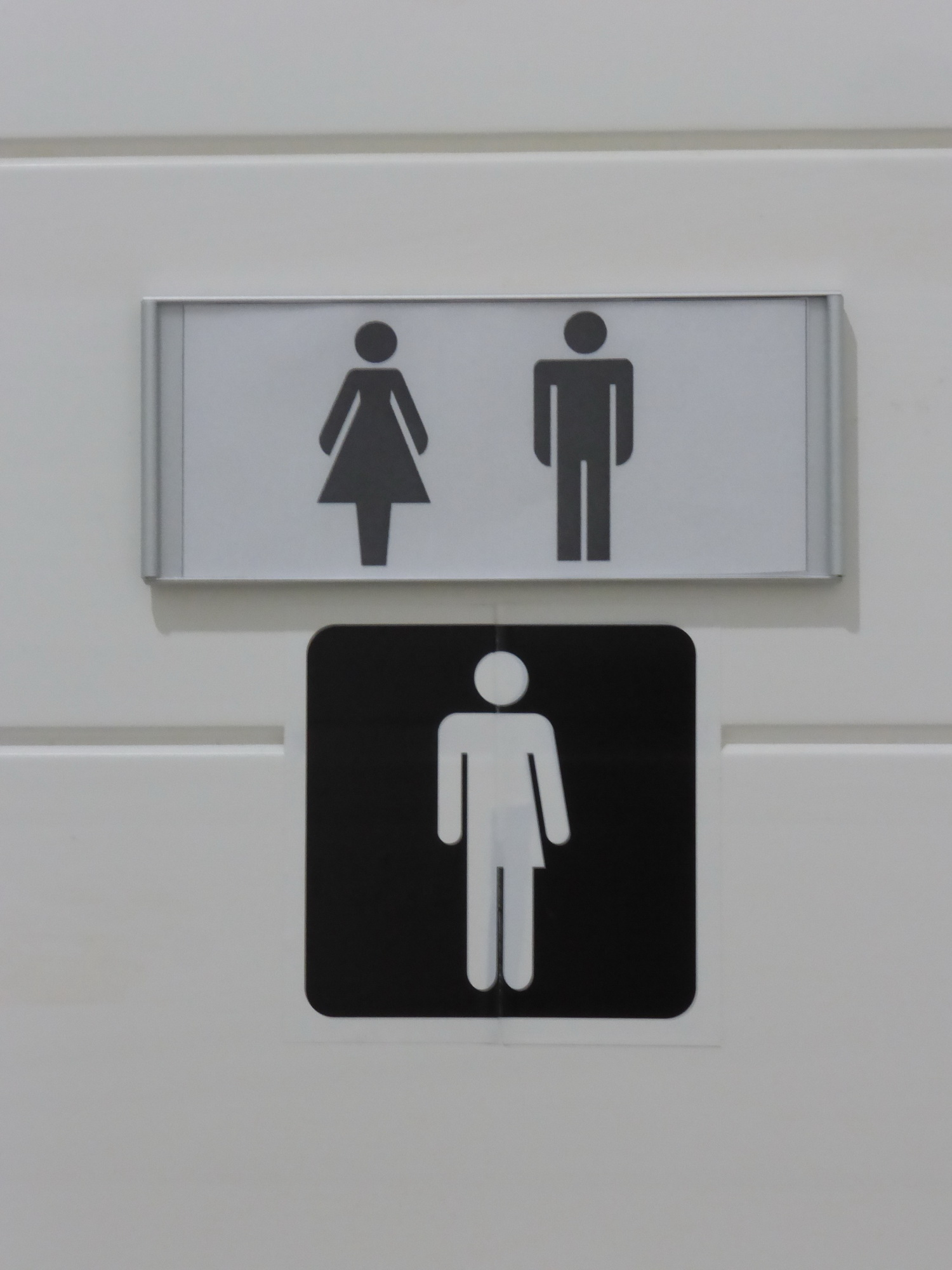
Dấu hiệu nhà vệ sinh nữ, nam và chuyển giới tại Trung tâm phiên dịch, Valletta

Vào tháng 9 năm 2006, Joanne Cassar, một phụ nữ chuyển giới, đã bị từ chối quyền kết hôn với bạn đời của mình. Năm 2007, một thẩm phán ở Malta đã ra lệnh cho các quan chức chính phủ cấp cho cô tài liệu phù hợp. Giám đốc Cơ quan Đăng ký Công cộng đã tranh luận thành công phán quyết đó vào tháng 5 năm 2008. Cassar đã nộp đơn đăng ký hiến pháp tại Hội trường Đầu tiên của Tòa án Dân sự buộc tội vi phạm các quyền cơ bản của con người. Cô đã thắng vụ đó ban đầu, nhưng đã thua trong kháng cáo năm 2011. Vào tháng 4 năm 2013, cô đã đạt được một thỏa thuận với Chính phủ bao gồm bồi thường tài chính bên cạnh những thay đổi theo luật định đã hứa. Một nhà lãnh đạo của Đảng Quốc gia đã xin lỗi vì đã tham gia tranh giành quyền kết hôn của Cassar.
Vào tháng 4 năm 2014, Malta đã trở thành quốc gia châu Âu đầu tiên thêm bản dạng giới vào Hiến pháp của mình như là một danh mục được bảo vệ.
Người nộp đơn có thể thay đổi tài liệu nhận dạng giới tính của mình bằng cách nộp đơn yêu cầu công chứng viên, loại bỏ mọi yêu cầu đối với các thủ tục xác định lại giới tính y tế theo Nhận dạng giới tính, biểu hiện giới tính và đặc điểm giới tính (tiếng Malta: Att dwar l'Identità tal-Ġeneru, l'Espressjoni tal-Ġeneru u l'Karatteristiċi tas-Sess). Vào tháng 12 năm 2016, Đạo luật đã được sửa đổi để cho phép trẻ vị thành niên từ mười sáu tuổi trở lên được thay đổi giới tính mà không cần phải nộp đơn và nộp đơn tại tòa án và sự chấp thuận của phụ huynh. Vào tháng 11 năm 2015, Bộ trưởng Bộ Nội vụ đã thông báo rằng 40 người đã thay đổi hợp pháp giới tính của họ kể từ khi ban hành luật nêu trên.
Chuyển đổi giới tính và liệu pháp hormone không miễn phí và không phải lúc nào cũng dễ dàng có sẵn.

## Quyền liên giới tính
Vào tháng 4 năm 2015, Malta đã trở thành quốc gia đầu tiên trên thế giới đặt ra ngoài vòng pháp luật triệt sản và phẫu thuật xâm lấn vào người liên giới tính. Ngoài ra, người nộp đơn có thể thay đổi tài liệu nhận dạng giới tính bằng cách nộp đơn yêu cầu công chứng mà không có bất kỳ yêu cầu nào về thủ tục xác định lại giới tính y tế.
Đạo luật Bản dạng giới, Biểu hiện giới tính và Đặc điểm giới tính, được Nghị viện phê chuẩn năm 2015, cũng cấm phân biệt đối xử dựa trên các đặc điểm giới tính do đó bảo vệ người liên giới khỏi sự phân biệt đối xử.
Hộ chiếu Malta, chứng minh thư và giấy tờ tùy thân khác do chính phủ cấp đã có sẵn với chỉ định giới tính "X" kể từ năm 2017.

## Bạo lực gia đình
Vào ngày 25 tháng 4 năm 2018, Đạo luật Bạo lực và Bạo lực Gia đình dựa trên Giới tính ' (tiếng Malta: Att dwar il-Vjolenza Abbażi ta' Ġeneru u Vjolenza Domestika) đã được chấp thuận bởi 44 phiếu ủng hộ và 20 phiếu chống để bảo vệ các cá nhân khỏi bạo lực gia đình (bao gồm cả người LGBT). Đạo luật được công bố vào ngày 14 tháng 5 năm 2018 bởi Bộ Tư pháp Malta.

## Sức khỏe và hiến máu
Chăm sóc sức khỏe ban đầu ở Malta có sẵn miễn phí cho mọi người, kể cả những người LGBT với sự bảo vệ cụ thể khỏi sự phân biệt đối xử trên cơ sở xu hướng tình dục. Tuy nhiên, trong khi điều trị dự phòng phơi nhiễm (PrEP) và điều trị dự phòng sau phơi nhiễm (PEP) có sẵn để mua, chúng rất tốn kém để trả tiền. Có những đề xuất để làm cho chúng sẵn sàng hơn để tránh STD, đặc biệt là HIV/AIDS, trong số những người LGBT và người dị tính như nhau.
Những người đồng tính nam và song tính ở Malta không được phép hiến máu. Vào tháng 5 năm 2016, Bộ trưởng Bộ Y tế Chris Fearne đã thông báo rằng một ủy ban kỹ thuật được thành lập vào năm 2015 để xem xét lệnh cấm gần đây đã hoàn thành báo cáo của mình và đề nghị loại bỏ sự trì hoãn vô thời hạn hiện tại về quyên góp. Chính sách mới, nếu được thực hiện, vẫn sẽ loại trừ đóng góp từ những người đàn ông đã quan hệ tình dục với người đàn ông khác bất cứ lúc nào trong 12 tháng trước. Vào tháng 9 năm 2016, cánh thanh niên của Đảng Lao động đã tuyên bố hỗ trợ dỡ bỏ lệnh cấm. Có kế hoạch cho phép các cá nhân LGBT trong mối quan hệ một vợ một chồng ổn định để hiến máu vào khoảng đầu năm 2019.

## Liệu pháp chuyển đổi
Vào ngày 16 tháng 6 năm 2015, Bộ trưởng Tự do Dân sự Helena Dalli tuyên bố rằng Chính phủ đã lên kế hoạch đưa ra một dự luật cấm liệu pháp chuyển đổi đối với trẻ vị thành niên. Vào ngày 15 tháng 12 năm 2015, Dalli đã trình bày dự luật cho lần đọc đầu tiên tại Quốc hội. Một cuộc tham vấn cộng đồng về dự luật đã được đưa ra cùng ngày và kéo dài đến ngày 15 tháng 1 năm 2016. Dự luật đã thông qua lần đọc thứ hai và giai đoạn ủy ban với các sửa đổi vào tháng 11 năm 2016, bởi một nhất trí được tổ chức bỏ phiếu. Sau đó, nó chuyển sang lần đọc thứ ba và sau đó được ký bởi Tổng thống trước khi có hiệu lực. MCP (Phòng tâm lý học Malta, MAP (Hiệp hội tâm thần học tiếng Malta), MACP (Hiệp hội tư vấn nghề nghiệp Malta) và MAFT & SP (Hiệp hội trị liệu gia đình và thực hành hệ thống Malta) đã hỗ trợ đầy đủ cho dự luật. Dự luật đã nhất trí thông qua bài đọc cuối cùng vào ngày 6 tháng 12, trở thành Khẳng định về xu hướng tính dục, bản dạng giới và Đạo luật biểu hiện giới (tiếng Malta: Att dwar l'Affermazzjoni tal-Orjentazzjoni Sesswali, l'Identità tal-Ġeneru u l'Espressjoni tal-Ġeneru). Do đó, Malta đã trở thành quốc gia đầu tiên trong Liên minh châu Âu cấm sử dụng liệu pháp chuyển đổi.

## Điều kiện sống

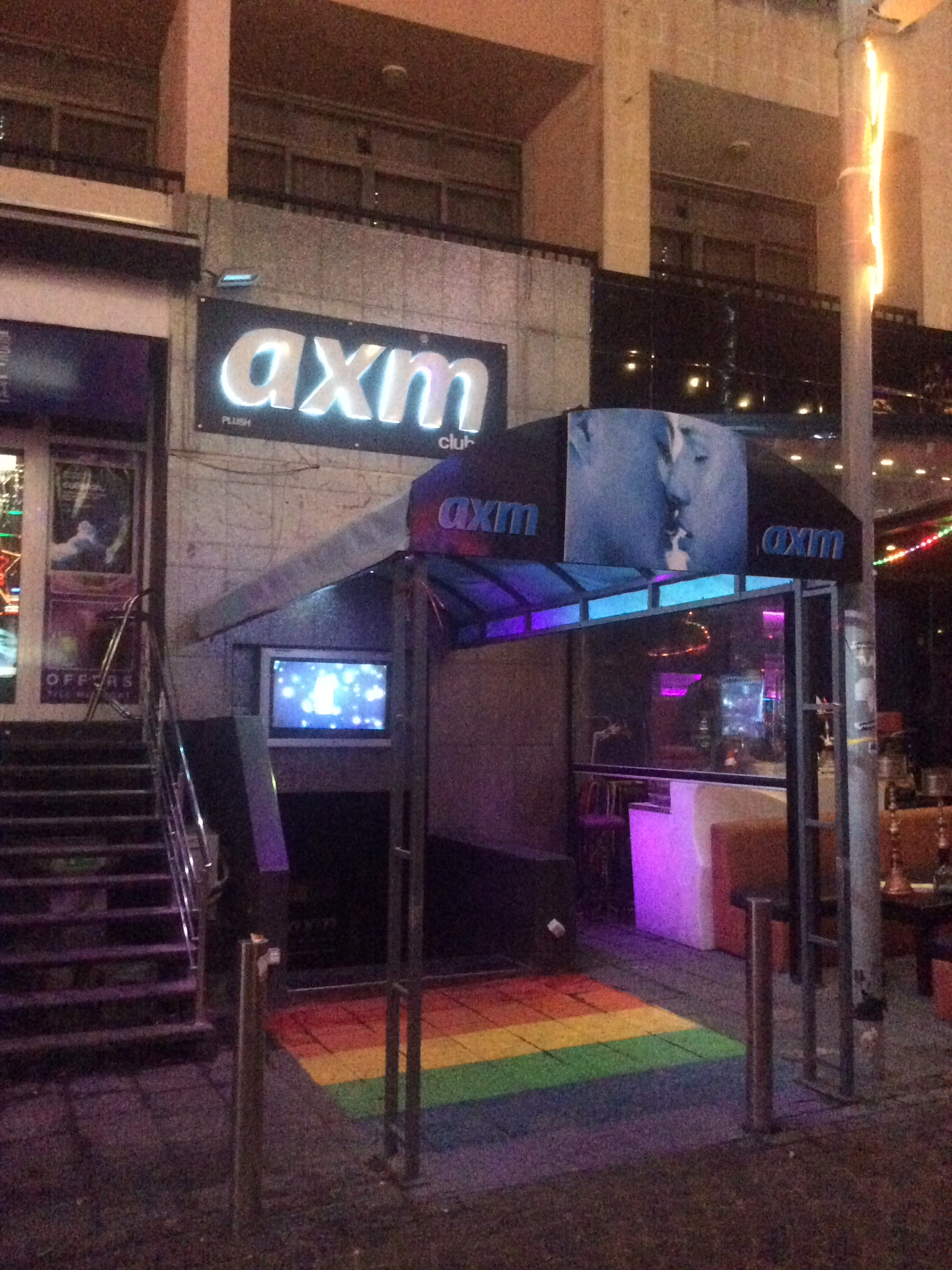
Vũ trường LGBT trong Paceville

Điều kiện sống cho người LGBT trở nên thuận lợi hơn trong những năm gần đây với các mối quan hệ đồng tính được chấp nhận ở nơi công cộng, mặc dù vẫn còn một số điều kiện tiêu cực. Một cuộc khảo sát trên toàn EU năm 2015, do Cơ quan quyền cơ bản thực hiện, cho thấy 54% người đồng tính ở Malta cảm thấy thoải mái khi nắm tay đối tác của họ ở nơi công cộng, mặc dù chỉ có 40% là công khai đồng tính nơi làm việc của họ.
Malta có một cộng đồng LGBT tích cực, với những người đồng tính hàng năm diễu hành niềm tự hào tham gia Valletta. Đa số các nhà lãnh đạo chính trị nổi tiếng ở Malta đã xuất hiện tại cuộc diễu hành tự hào năm 2016, bao gồm Thủ tướng Joseph Muscat và lãnh đạo phe đối lập Simon Busuttil. Có một câu lạc bộ đồng tính đáng chú ý trong Floriana, được đặt tên là Tom Bar, lâu đời nhất ở Malta. Một câu lạc bộ thân thiện với LGBT khác là Monaliza ở Valletta.
Vào tháng 7 năm 2007, Liên đoàn Giáo viên của Malta đe dọa sẽ công bố chi tiết về bốn nỗ lực nhằm loại bỏ giáo viên đồng tính nam và đồng tính nữ khỏi các bài đăng của trường Công giáo La Mã. Theo công đoàn, các trường của Giáo hội đã chịu áp lực từ phụ huynh phải sa thải giáo viên, dẫn đến bốn sự can thiệp trong năm năm qua.
Vào năm 2015, việc quyên tặng tài liệu đọc của Phong trào Quyền của người đồng tính Malta, trong đó có sự dạy dỗ của các gia đình khác nhau, bao gồm cả việc nuôi dạy con cái đồng giới, đến Phòng Giáo dục gây ra một số tranh cãi. Bộ trưởng Bộ Giáo dục Evarist Bartolo đã có quan điểm không phân phối tài liệu, đặt câu hỏi cả về sự bao gồm trực tiếp và phân biệt đối xử gián tiếp.

## Các đảng chính trị
Đảng Lao động, Đảng Dân chủ và Thay thế Dân chủ được cộng đồng LGBT ủng hộ nhất và quyền của họ ở Malta. Mặt khác, Đảng Quốc gia được trộn lẫn vào sự ủng hộ của họ đối với các nguyên nhân LGBT, bị ảnh hưởng bởi lập trường bảo thủ xã hội và Công giáo La Mã, mặc dù đảng đã bỏ phiếu ủng hộ hôn nhân đồng giới vào năm 2017. Các đảng nhỏ, chủ yếu là cánh hữu hoặc cực hữu (ví dụ Alleanza Bidla, Moviment Patrijotti Maltin và Imperium Europa) chống lại quyền LGBT.

## Bảng tóm tắt
| Hoạt động tình dục đồng giới hợp pháp                                                                                       | (Từ năm 1973)                                     |
| Độ tuổi đồng ý | (Từ năm 1973)                                     |
| Luật chống phân biệt đối xử trong việc làm                                                                                  | (Từ năm 2004)                                     |
| Luật chống phân biệt đối xử trong việc cung cấp hàng hóa và dịch vụ                                                         | (Từ năm 2014)                                     |
| Luật chống phân biệt đối xử trong tất cả các lĩnh vực khác (bao gồm phân biệt đối xử gián tiếp, ngôn từ kích động thù địch) | (Từ năm 2014)                                     |
| Luật chống phân biệt đối xử liên quan đến bản dạng giới                                                                     | (Từ năm 2014)                                     |
| Công nhận các cặp đồng giới (ví dụ: đoàn thể dân sự)                                                                        | (Từ năm 2014)                                     |
| Hôn nhân đồng giới | (Từ năm 2017)                                     |
| Con nuôi của các cặp vợ chồng đồng giới                                                                                     | (Từ năm 2014)                                     |
| Con nuôi chung của các cặp đồng giới                                                                                        | (Từ năm 2014)                                     |
| Người LGB được phép phục vụ công khai trong quân đội                                                                        | (Từ năm 2002)                                     |
| Những người chuyển giới được phép để phục vụ công khai trong quân đội                                                       | No                                                |
| Quyền thay đổi giới tính hợp pháp                                                                                           | (Từ năm 2015)                                     |
| Lựa chọn giới tính thứ ba                                                                                                   | (Từ năm 2017)                                     |
| Trẻ vị thành niên liên giới tính được bảo vệ khỏi các thủ tục phẫu thuật xâm lấn                                            | (Từ năm 2015)                                     |
| Liệu pháp chuyển đổi bị cấm                                                                                                 | (Từ năm 2016)                                     |
| Truy cập IVF cho các cặp đồng tính nữ                                                                                       | (Từ năm 2018)                                     |
| Bảo vệ người tị nạn | (Từ năm 2013); bằng chứng bắt bớ tại nước xuất xứ |
| Tiếp cận việc mang thai hộ thương mại cho các cặp đồng tính nam                                                             | (Cấm bất kể xu hướng tình dục)                    |
| NQHN được phép hiến máu | (Từ năm 2019)                                     |